# Zoë Sprengers
Zoë Sprengers (Haarlem, 19 januari 2000) is een Nederlandse handbalster die onder contract staat bij Borussia Dortmund. Ze speelt tevens voor het Nederlands team.

## Titels
- Europees kampioenschap handbal vrouwen onder 19

 2019
- Europees kampioenschap Beach handbal

 2016
- Landskampioen

 2017, 2018, 2019

## Individuele prijzen
- Europees kampioenschap handbal vrouwen onder 17 Top Scorer: 2017
- All-Star Team best linkerhoek bij het Europees kampioenschap handbal vrouwen onder 19